# Giải bóng đá Hạng Nhất Quốc gia 2024–25
Giải bóng đá Hạng Nhất Quốc gia 2024–25, tên chính thức là Giải bóng đá Hạng Nhất Quốc gia Bia Sao Vàng 2024–25 (tiếng Anh: Gold Star V.League 2 – 2024/25) là mùa giải thứ 31 của V.League 2. Đây là năm thứ ba liên tiếp tập đoàn Bia Sao Vàng là nhà tài trợ chính của giải đấu. Giải bắt đầu vào ngày 19 tháng 10 năm 2024 và kết thúc vào ngày 21 tháng 6 năm 2025.

## Thay đổi trước mùa giải

### Thay đổi đội bóng
| Xuống hạng từ V.League 1 2023–24 - Khatoco Khánh Hòa Thăng hạng từ giải Hạng Nhì 2024 - Trẻ Thành phố Hồ Chí Minh | Thăng hạng đến V.League 1 2024–25 - SHB Đà Nẵng Xuống hạng đến giải Hạng Nhì 2025 - Phú Thọ |

- Phù Đổng Ninh Bình và Trẻ Thành phố Hồ Chí Minh đã hoán đổi ban huấn luyện và cầu thủ cho nhau.

#### Rút lui
- Định Hướng Phú Nhuận[1]

Câu lạc bộ Long An vốn đã tuyên bố rút lui khỏi giải hạng Nhất mùa 2024–25 vì lý do khó khăn tài chính. Tuy nhiên, nhờ sự hỗ trợ của câu lạc bộ Hoàng Anh Gia Lai cùng đơn vị bảo trợ LPBank, lãnh đạo tỉnh Long An đã đồng ý tiếp tục duy trì đội bóng ở giải đấu, và đội bóng vẫn quyết định tham dự mùa giải này.

### Đổi tên
| Tên cũ    | Tên mới           | Ngày thay đổi        |
| --------- | ----------------- | -------------------- |
| Khánh Hòa | Khatoco Khánh Hòa | 14 tháng 10 năm 2024 |

### Tiền thưởng
Đội vô địch mùa giải 2024–25 sẽ nhận được số tiền thưởng trị giá 2 tỷ đồng. Đội á quân được thưởng 1 tỷ đồng và đội xếp thứ ba được 500 triệu đồng.

### Thể thức thi đấu
Giải đấu được tiến hành theo thể thức vòng tròn hai lượt trên sân nhà và sân khách với 22 vòng đấu. Đội bóng đứng đầu bảng xếp hạng sẽ giành chức vô địch và thăng hạng lên V.League 1 2025–26; đội đứng cuối bảng xếp hạng sẽ phải xuống thi đấu tại Giải hạng Nhì Quốc gia 2026.

## Các đội bóng

### Sân vận động
| Đội bóng                  | Địa điểm          | Sân vận động            | Sức chứa |
| ------------------------- | ----------------- | ----------------------- | -------- |
| Bà Rịa – Vũng Tàu         | Bà Rịa – Vũng Tàu | Sân vận động Bà Rịa     | 10.000   |
| Đồng Nai                  | Biên Hòa          | Sân vận động Đồng Nai   | 30.000   |
| Đồng Tháp                 | Cao Lãnh          | Sân vận động Cao Lãnh   | 20.000   |
| Hòa Bình                  | Hòa Bình          | Sân vận động Hòa Bình   | 3.600    |
| Huế                       | Huế               | Sân vận động Tự Do      | 25.000   |
| Khatoco Khánh Hòa         | Nha Trang         | Sân vận động 19 tháng 8 | 18.000   |
| Long An                   | Long An           | Sân vận động Long An    | 19.975   |
| Phù Đổng Ninh Bình        | Ninh Bình         | Sân vận động Ninh Bình  | 25.000   |
| PVF–CAND                  | Hưng Yên          | Sân vận động PVF - BCA  | 3.600    |
| Trẻ Thành phố Hồ Chí Minh | TP. Hồ Chí Minh   | Sân vận động Thống Nhất | 15.000   |
| Trường Tươi Bình Phước    | Đồng Xoài         | Sân vận động Bình Phước | 11.000   |

### Số đội theo khu vực
| Số lượng | Khu vực                 | Đội                                                                            |
| -------- | ----------------------- | ------------------------------------------------------------------------------ |
| 4        | Đông Nam Bộ             | Bà Rịa – Vũng Tàu, Đồng Nai, Trẻ Thành phố Hồ Chí Minh, Trường Tươi Bình Phước |
| 2        | Đồng bằng sông Hồng     | PVF–CAND, Phù Đổng Ninh Bình                                                   |
| 2        | Đồng bằng sông Cửu Long | Đồng Tháp, Long An                                                             |
| 1        | Tây Bắc                 | Hòa Bình                                                                       |
| 1        | Bắc Trung Bộ            | Huế                                                                            |
| 1        | Nam Trung Bộ            | Khatoco Khánh Hòa                                                              |

### Nhân sự, nhà tài trợ và áo đấu
Lưu ý: Cờ cho biết đội tuyển quốc gia như đã được xác định theo quy tắc đủ điều kiện FIFA. Cầu thủ có thể có nhiều quốc tịch không thuộc FIFA.
| Đội bóng                  | Huấn luyện viên    | Nhà sản xuất áo đấu | Nhà tài trợ chính (trên áo đấu)                              |
| ------------------------- | ------------------ | ------------------- | ------------------------------------------------------------ |
| Bà Rịa – Vũng Tàu         | Nguyễn Minh Phương | Wika                | LSP SCGC SCG LPBank                                          |
| Đồng Nai                  | Bùi Hữu Thái Sơn   | Demenino            | LPBank                                                       |
| Đồng Tháp                 | Phan Thanh Bình    | Bulbal              | Đại học Văn Hiến Happy Food Cao đẳng Bình Minh Sài Gòn OCHAO |
| Hòa Bình                  | Lê Quốc Vượng      | Kamito              | ROERDUM Watch LPBank                                         |
| Huế                       | Nguyễn Đức Dũng    | CR Sports           | Không có                                                     |
| Khatoco Khánh Hòa         | Trần Trọng Bình    | Kamito              | Khatoco                                                      |
| Long An                   | Trịnh Duy Quang    | Kamito              | LPBank                                                       |
| Phù Đổng Ninh Bình        | Nguyễn Việt Thắng  | Vloop               | LPBank                                                       |
| PVF–CAND                  | Mauro Jeromino     | Jogarbola           | Không có                                                     |
| Trẻ Thành phố Hồ Chí Minh | Trần Duy Quang     | tự sản xuất         | LPBank Thaigroup                                             |
| Trường Tươi Bình Phước    | Nguyễn Anh Đức     | Kelme               | Trường Tươi Group                                            |

### Cầu thủ nước ngoài
| Câu lạc bộ                | Cầu thủ 1 (Cầu thủ Việt kiều chưa có quốc tịch Việt Nam) | Cầu thủ 2 (Cầu thủ Việt kiều chưa có quốc tịch Việt Nam) | Cầu thủ 3 (Cầu thủ nhập tịch) | Cầu thủ 4+ (Cầu thủ Việt kiều có quốc tịch Việt Nam)1 | Cầu thủ cũ    |
| ------------------------- | -------------------------------------------------------- | -------------------------------------------------------- | ----------------------------- | ----------------------------------------------------- | ------------- |
| Bà Rịa – Vũng Tàu         |                                                          |                                                          |                               |                                                       |               |
| Đồng Nai                  |                                                          |                                                          |                               |                                                       |               |
| Đồng Tháp                 |                                                          |                                                          |                               |                                                       | Lê Trung Vinh |
| Hòa Bình                  |                                                          |                                                          |                               | Hoàng Minh Kiên                                       |               |
| Huế                       |                                                          |                                                          |                               |                                                       |               |
| Khatoco Khánh Hòa         |                                                          |                                                          |                               |                                                       |               |
| Long An                   |                                                          |                                                          |                               |                                                       |               |
| Phù Đổng Ninh Bình        |                                                          |                                                          |                               | Đặng Văn Lâm                                          |               |
| PVF–CAND                  | Ryan Ha                                                  | Nguyễn Như Đức Anh                                       |                               | Martin Lo                                             |               |
| Trẻ Thành phố Hồ Chí Minh |                                                          |                                                          |                               |                                                       |               |
| Trường Tươi Bình Phước    |                                                          |                                                          |                               |                                                       |               |

^1  Cầu thủ Việt kiều đã có quốc tịch Việt Nam được tính là nội binh.

## Bốc thăm
Lễ bốc thăm và xếp lịch thi đấu Giải bóng đá Hạng Nhất Quốc gia Bia Sao Vàng 2024–25 diễn ra vào lúc 14 giờ 30 phút ngày 12 tháng 9 năm 2024 tại Liên đoàn bóng đá Việt Nam, Đường Lê Quang Đạo, Phú Đô, Nam Từ Liêm, Hà Nội.

### Mã số thi đấu các đội
| Mã số | Đội                    |
| ----- | ---------------------- |
| 01    | Long An                |
| 02    | Trường Tươi Bình Phước |
| 03    | Đồng Nai               |
| 04    | Phù Đổng Ninh Bình     |
| 05    | Khánh Hòa              |
| 06    | Bà Rịa – Vũng Tàu      |

| Mã số | Đội                       |
| ----- | ------------------------- |
| 07    | Huế                       |
| 08    | Trẻ Thành phố Hồ Chí Minh |
| 09    | Hòa Bình                  |
| 10    | Đồng Tháp                 |
| 11    | PVF–CAND                  |

## Khai mạc
Lễ khai mạc chính thức của giải đấu diễn ra vào lúc 15:00 ngày 26 tháng 10 năm 2024 tại sân vận động Tự Do, Thừa Thiên Huế với trận đấu khai mạc diễn ra lúc 15:30 giữa Huế và Đồng Tháp.

## Phát sóng
Toàn bộ các trận đấu của V.League 2 2024–25 được phát sóng trên các kênh truyền hình và nền tảng sau:

### Truyền hình
- HTV: HTV Thể Thao, HTV1, HTV Key

### Nền tảng trực tuyến
- Ứng dụng OTT: FPT Play, TV360,...

## Lịch thi đấu và kết quả

### Lịch thi đấu

#### Vòng 1
Không thi đấu: Trẻ Thành phố Hồ Chí Minh
| 26 tháng 10 năm 2024 | Huế                   | 1–1                          | Đồng Tháp            | Huế, Thừa Thiên Huế                                                    |  |
| 15:00                | - Vũ Bá Hải Dương 60' | Chi tiết FPT Play, TV360 + 6 | - Bùi Ngọc Thịnh 63' | Sân vận động: Tự Do Lượng khán giả: 1.500 Trọng tài: Nguyễn Ngọc Thắng |  |

| 26 tháng 10 năm 2024 | Hòa Bình | 0–0                          | Trường Tươi Bình Phước | Thành phố Hòa Bình, Hòa Bình                                          |  |
| 17:00                |          | Chi tiết FPT Play, TV360 + 5 |                        | Sân vận động: Hòa Bình Lượng khán giả: 5.500 Trọng tài: Lê Thanh Tùng |  |

| 26 tháng 10 năm 2024 | Khatoco Khánh Hòa | 0–1                     | Phù Đổng Ninh Bình | Nha Trang, Khánh Hòa                                                     |  |
| 18:00                |                   | Chi tiết FPT Play, HTV1 |                    | Sân vận động: 19 tháng 8 Lượng khán giả: 4.000 Trọng tài: Đặng Quốc Dũng |  |

| 27 tháng 10 năm 2024 | Long An | 0–0                             | PVF–CAND | Tân An, Long An                           |  |
| 16:00                |         | Chi tiết FPT Play, HTV Thể thao |          | Sân vận động: Long An Lượng khán giả: 500 |  |

| 27 tháng 10 năm 2024 | Bà Rịa – Vũng Tàu | 0–2                          | Đồng Nai | Bà Rịa, Bà Rịa Vũng Tàu                  |  |
| 16:00                |                   | Chi tiết FPT Play, TV360 + 6 |          | Sân vận động: Bà Rịa Lượng khán giả: 300 |  |

#### Vòng 2
Không thi đấu: Bà Rịa – Vũng Tàu
| 2 tháng 11 năm 2024 | Đồng Nai            | 1–3               | Huế                                               | Biên Hòa, Đồng Nai                                                    |  |
| 16:00               | - Huỳnh Kim Hùng 9' | FPT Play, TV360+6 | - Lê Xuân Đăng 49', 54' - Vi Đình Thượng 49', 54' | Sân vận động: Đồng Nai Lượng khán giả: 1.000 Trọng tài: Trần Văn Điền |  |

| 2 tháng 11 năm 2024 | Trường Tươi Bình Phước          | 2–0                     | Khatoco Khánh Hòa | Đồng Xoài, Bình Phước                                                 |  |
| 19:00               | - Nguyễn Công Phượng 56', 90+4' | Chi tiết FPT Play, HTV1 |                   | Sân vận động: Bình Phước Lượng khán giả: 2.000 Trọng tài: Đỗ Thành Đệ |  |

| 3 tháng 11 năm 2024 | PVF–CAND                                    | 2–1               | Hòa Bình            | Văn Giang, Hưng Yên                                                                     |  |
| 15:00               | - Nguyễn Thanh Nhàn 17' - Trần Ngọc Sơn 45' | Chi tiết FPT Play | - Lê Khánh Toàn 78' | Sân vận động: TTĐT trẻ PVF – Bộ Công An Lượng khán giả: 1.000 Trọng tài: Duơng Hữu Phúc |  |

| 3 tháng 11 năm 2024 | Đồng Tháp | 0–0               | Trẻ Thành phố Hồ Chí Minh | Cao Lãnh, Đồng Tháp                                                      |  |
| 16:00               |           | Chi tiết FPT Play |                           | Sân vận động: Bình Phước Lượng khán giả: 1.000 Trọng tài: Trần Văn Trọng |  |

| 3 tháng 11 năm 2024 | Phù Đổng Ninh Bình                                  | 2–0               | Long An | Thành phố Ninh Bình, Ninh Bình                                       |  |
| 16:00               | - Mạch Ngọc Hà 31' (ph.đ.) - Nguyễn Đức Cường 90+1' | Chi tiết FPT Play |         | Sân vận động: Ninh Bình Lượng khán giả: 5.000 Trọng tài: Hà Văn Thức |  |

#### Vòng 3
Không thi đấu: Hòa Bình
| 09 tháng 11 năm 2024 | Huế                        | 0–3                | PVF–CAND | Huế, Thừa Thiên Huế |  |
| 15:00                | - Phạm Ngọc Thành Thảo 68' | Chi tiết FPT Play, | - Nguyễn Xuân Nam 27' - Đào Văn Chưởng 36' - Nguyễn Xuân Nam 72' - Hà Văn Việt 85' - Nguyễn Đức Phú 86' - Hà Văn Việt 90' | Sân vận động: Tự Do |  |

| 09 tháng 11 năm 2024 | Long An                              | 1–1                | Đồng Tháp                                              | Tân An, Long An                                   |  |
| 16:00                | - Cao Hoàng Tú 48' - Võ Hoàng Uy 59' | Chi tiết FPT Play, | - Hà Ngọc Vũ 40' - Hà Ngọc Vũ 42' - Bùi Ngọc Thịnh 50' | Sân vận động: Long An Trọng tài: Nguyễn Hồng Quốc |  |

| 09 tháng 11 năm 2024 | Trẻ Thành phố Hồ Chí Minh                 | 0–1                | Trường Tươi Bình Phước                   | Quận 10, Thành phố Hồ Chí Minh                      |  |
| 19:15                | - Huỳnh Tuấn Vũ 42' - Dương Văn Cường 88' | Chi tiết FPT Play, | - Lê Thanh Bình 47' - Huỳnh Tấn Sinh 88' | Sân vận động: Thống Nhất Trọng tài: Khổng Tam Cường |  |

| 10 tháng 11 năm 2024 | Bà Rịa – Vũng Tàu | 0–2               | Phù Đổng Ninh Bình                           | Bà Rịa, Bà Rịa Vũng Tàu                        |  |
| 16:00                |                   | Chi tiết FPT Play | - Đinh Thanh Bình 17' - Nguyễn Đức Cường 58' | Sân vận động: Bà Rịa Trọng tài: Võ Hoài Thương |  |

| 10 tháng 11 năm 2024 | Khatoco Khánh Hòa                         | 2–1                | Đồng Nai                | Nha Trang, Khánh Hòa                             |  |
| 18:00                | - Nguyễn Thanh Thụ 35' - Lê Văn Cường 72' | Chi tiết FPT Play, | - Nguyễn Khắc Khiêm 40' | Sân vận động: 19 tháng 8 Trọng tài: Ngô Đắc Tiến |  |

#### Vòng 4
| 14 tháng 11 năm 2024 | Đồng Tháp            | 1–0                | Hòa Bình | Cao Lãnh, Đồng Tháp                                                  |  |
| 16:00                | - Trần Hữu Nghĩa 65' | Chi tiết FPT Play, |          | Sân vận động: Cao Lãnh Lượng khán giả: 1500 Trọng tài: Phan Văn Tuấn |  |

| 14 tháng 11 năm 2024 | Trường Tươi Bình Phước                                           | 3–2                | Bà Rịa – Vũng Tàu                                 | Đồng Xoài, Bình Phước                                                        |  |
| 18:00                | - Nguyễn Công Phượng 10' - Lưu Tự Nhân 24' - Lê Thanh Bình 90+6' | Chi tiết FPT Play, | - Huỳnh Tấn Sinh 70' (l.n.) - Tô Phương Thịnh 81' | Sân vận động: Bình Phước Lượng khán giả: 5500 Trọng tài: Nguyễn Kim Việt Bảo |  |

| 14 tháng 11 năm 2024 | Trẻ Thành phố Hồ Chí Minh | 0–0                | PVF–CAND | Quận 10, Thành phố Hồ Chí Minh                                        |  |
| 19:15                |                           | Chi tiết FPT Play, |          | Sân vận động: Thống Nhất Lượng khán giả: 1000 Trọng tài: Ngô Đắc Tiến |  |

| 15 tháng 11 năm 2024 | Phù Đổng Ninh Bình                           | 2–1                | Huế                    | Thành phố Ninh Bình, Ninh Bình                   |  |
| 16:00                | - Nguyễn Quốc Việt 7' - Nguyễn Hoàng Đức 90' | Chi tiết FPT Play, | - Võ Văn Tuấn Kiệt 79' | Sân vận động: Ninh Bình Trọng tài: Lê Thanh Tùng |  |

| 16 tháng 11 năm 2024 | Đồng Nai | 0–0                | Long An | Biên Hòa, Đồng Nai                               |  |
| 16:00                |          | Chi tiết FPT Play, |         | Sân vận động: Đồng Nai Trọng tài: Võ Hoài Thương |  |

#### Vòng 5
Không thi đấu: Long An
| 19 tháng 11 năm 2024 | PVF–CAND           | 0–3                | Phù Đổng Ninh Bình | Văn Giang, Hưng Yên                                                                 |  |
| 15:00                | - Trần Đức Nam 44' | Chi tiết FPT Play, | - Phạm Văn Thành 7' - Mạch Ngọc Hà 15', 30' - Nguyễn Quốc Việt 34' - Nguyễn Việt Thắng (HLV) 40' - Nguyễn Đức Cường 57' - Mạch Ngọc Hà 60' - Đặng Văn Lâm 91' | Sân vận động: TTĐT trẻ PVF – Bộ Công An Lượng khán giả: 1.700 Trọng tài: Đỗ Anh Đức |  |

| 19 tháng 11 năm 2024 | Bà Rịa – Vũng Tàu                                                                     | 3–1                        | Trẻ Thành phố Hồ Chí Minh                                           | Bà Rịa, Bà Rịa Vũng Tàu                                              |  |
| 16:00                | - Tô Phương Thịnh 20' - Bùi Văn Bình 22' - Nguyễn Thanh Xuân 54' 88' - Lê Kha Đức 58' | Chi tiết FPT Play, TV360+4 | - Bùi Anh Thống 73' - Nguyễn Trọng Bảo 75' - Nguyễn Trung Thành 89' | Sân vận động: Bà Rịa Lượng khán giả: 1.000 Trọng tài: Trần Văn Trọng |  |

| 19 tháng 11 năm 2024 | Hòa Bình                                    | 0–0                        | Khatoco Khánh Hòa                         | Thành phố Hòa Bình, Hòa Bình                                          |  |
| 17:00                | - Tiêu Trung Hiếu 61' - Nguyễn Văn Dũng 94' | Chi tiết FPT Play, TV360+4 | - Trịnh Văn Quang 49' - Trần Văn Thái 82' | Sân vận động: Hòa Bình Lượng khán giả: 1.000 Trọng tài: Lê Thanh Tùng |  |

| 20 tháng 11 năm 2024 | Huế | 0–1                             | Trường Tươi Bình Phước   | Huế, Thừa Thiên Huế                                                 |  |
| 15:00                |     | Chi tiết FPT Play, HTV Thể thao | - Nguyễn Công Phượng 74' | Sân vận động: Tự Do Lượng khán giả: 7.000 Trọng tài: Đặng Quốc Dũng |  |

| 20 tháng 11 năm 2024 | Đồng Tháp | 0–0                         | Đồng Nai | Cao Lãnh, Đồng Tháp                                                    |  |
| 16:00                |           | Chi tiết FPT Play, TV 360+6 |          | Sân vận động: Đồng Tháp Lượng khán giả: 1.000 Trọng tài: Nguyễn Anh Vũ |  |

#### Vòng 6
| 18 tháng 1 năm 2025 | PVF–CAND           | 1–0                             | Bà Rịa – Vũng Tàu | Văn Giang, Hưng Yên                                                                    |  |
| 15:00               | - Tẩy Văn Toàn 90' | Chi tiết FPT Play, HTV Thể thao |                   | Sân vận động: TTĐT trẻ PVF – Bộ Công An Lượng khán giả: 1.000 Trọng tài: Lê Thanh Tùng |  |

| 18 tháng 1 năm 2025 | Hòa Bình              | 1–0                | Huế | Thành phố Hòa Bình, Hòa Bình                                      |  |
| 17:00               | - Tiêu Trung Hiếu 38' | Chi tiết FPT Play, |     | Sân vận động: Hòa Bình Lượng khán giả: 800 Trọng tài: Hà Văn Thức |  |

| 19 tháng 1 năm 2025 | Trường Tươi Bình Phước | 1–1                | Đồng Nai           | Đồng Xoài, Bình Phước                                                    |  |
| 18:00               | - Nguyễn Hữu Khôi 35'  | Chi tiết FPT Play, | - Trần Như Tân 16' | Sân vận động: Bình Phước Lượng khán giả: 4.500 Trọng tài: Võ Hoài Thương |  |

| 19 tháng 1 năm 2025 | Khatoco Khánh Hòa | 0–0               | Đồng Tháp | Nha Trang, Khánh Hòa                                                     |  |
| 18:00               |                   | Chi tiết FPT Play |           | Sân vận động: 19 tháng 8 Lượng khán giả: 3.000 Trọng tài: Đặng Quốc Dũng |  |

| 19 tháng 1 năm 2025 | Trẻ Thành phố Hồ Chí Minh                  | 2–1                             | Long An                    | Quận 10, Thành phố Hồ Chí Minh                                          |  |
| 18:00               | - Phan Duy Hào 23' - Nguyễn Chính Đăng 47' | Chi tiết FPT Play, HTV Thể thao | - Cao Hoàng Tú 13' (ph.đ.) | Sân vận động: Thống Nhất Lượng khán giả: Trần Văn Điền Trọng tài: 1.000 |  |

#### Vòng 7
| 23 tháng 1 năm 2025 | Long An            | 1–0               | Bà Rịa – Vũng Tàu | Tân An, Long An                                                    |  |
| 16:00               | - Võ Phước Bảo 84' | Chi tiết FPT Play |                   | Sân vận động: Long An Lượng khán giả: 400 Trọng tài: Trần Văn Khỏe |  |

| 23 tháng 1 năm 2025 | Đồng Nai | 0–0                | Trẻ Thành phố Hồ Chí Minh | Biên Hòa, Đồng Nai                                                    |  |
| 16:00               |          | Chi tiết FPT Play, |                           | Sân vận động: Đồng Nai Lượng khán giả: 1.000 Trọng tài: Phan Văn Tuấn |  |

| 23 tháng 1 năm 2025 | Phù Đổng Ninh Bình              | 2–0               | Hòa Bình | Thành phố Ninh Bình, Ninh Bình                                        |  |
| 16:00               | - Lương Thanh Ngọc Lâm 58', 79' | Chi tiết FPT Play |          | Sân vận động: Ninh Bình Lượng khán giả: 7.000 Trọng tài: Ngô Đắc Tiến |  |

| 24 tháng 1 năm 2025 | Huế                                                 | 2–2               | Khatoco Khánh Hòa                         | Huế, Thừa Thiên Huế                                                     |  |
| 15:00               | - Ngô Hoàng Quân 53' (ph.đ.) - Nguyễn Đăng Khoa 90' | Chi tiết FPT Play | - Trần Hoàng Phuơng 24' - Hà Minh Đức 86' | Sân vận động: Tự Do Lượng khán giả: 1.000 Trọng tài: Trương Quang Thông |  |

| 24 tháng 1 năm 2025 | Đồng Tháp | 0–1               | Trường Tươi Bình Phước    | Cao Lãnh, Đồng Tháp                                                    |  |
| 16:00               |           | Chi tiết FPT Play | - Lưu Tự Nhân 89' (ph.đ.) | Sân vận động: Cao Lãnh Lượng khán giả: 3.000 Trọng tài: Trần Văn Trọng |  |

#### Vòng 8
| 08 tháng 2 năm 2025 | Đồng Nai | 0–1               | PVF–CAND        | Biên Hòa, Đồng Nai                                                   |  |
| 16:00               |          | Chi tiết FPT Play | - Martin Lò 68' | Sân vận động: Đồng Nai Lượng khán giả: 1500 Trọng tài: Trần Văn Khỏe |  |

| 08 tháng 2 năm 2025 | Bà Rịa – Vũng Tàu         | 1–0               | Hòa Bình | Bà Rịa, Bà Rịa Vũng Tàu                                            |  |
| 16:00               | - Nguyễn Quốc Hoàng 45+2' | Chi tiết FPT Play |          | Sân vận động: Bà Rịa Lượng khán giả: 800 Trọng tài: Trần Văn Trọng |  |

| 09 tháng 2 năm 2025 | Long An            | 1–2               | Trường Tươi Bình Phước                | Tân An, Long An                                                     |  |
| 16:00               | - Nguyễn Như Ý 48' | Chi tiết FPT Play | - Lưu Tự Nhân 29' Cù Nguyễn Khánh 79' | Sân vận động: Long An Lượng khán giả: 2000 Trọng tài: Trần Văn Điền |  |

| 09 tháng 2 năm 2025 | Phù Đổng Ninh Bình             | 1–0               | Đồng Tháp | Thành phố Ninh Bình, Ninh Bình                                      |  |
| 16:00               | - Nguyễn Đình Huyên 74' (l.n.) | Chi tiết FPT Play |           | Sân vận động: Ninh Bình Lượng khán giả: 8000 Trọng tài: Lê Đức Cảnh |  |

| 09 tháng 2 năm 2025 | Khatoco Khánh Hòa                    | 2–0               | Trẻ Thành phố Hồ Chí Minh | Nha Trang, Khánh Hòa                                                       |  |
| 18:00               | - Trần Hoàng Phương 36' (p), 66' (p) | Chi tiết FPT Play |                           | Sân vận động: 19 tháng 8 Lượng khán giả: 1000 Trọng tài: Nguyễn Ngọc Thắng |  |

#### Vòng 9
Không thi đấu: Đồng Nai
| 15 tháng 2 năm 2025 | PVF–CAND                                                            | 3–1               | Khatoco Khánh Hòa             | Văn Giang, Hưng Yên                                                                 |  |
| 15:00               | - Nguyễn Xuân Bắc 50' - Huỳnh Minh Đoàn 90' - Nguyễn Anh Tuấn 90+4' | Chi tiết FPT Play | - Trịnh Văn Quang 53' (ph.đ.) | Sân vận động: TTĐT trẻ PVF – Bộ Công An Lượng khán giả: 500 Trọng tài: Ngô Đắc Tiến |  |

| 15 tháng 2 năm 2025 | Đồng Tháp | 0–1               | Bà Rịa – Vũng Tàu | Cao Lãnh, Đồng Tháp    |  |
| 16:00               |           | Chi tiết FPT Play |                   | Sân vận động: Cao Lãnh |  |

| 15 tháng 2 năm 2025 | Trường Tươi Bình Phước | 0–1                     | Phù Đổng Ninh Bình     | Đồng Xoài, Bình Phước                                                    |  |
| 18:00               |                        | Chi tiết FPT Play, HTV1 | - Nguyễn Hoàng Đức 25' | Sân vận động: Bình Phước Lượng khán giả: 10.000 Trọng tài: Hoàng Ngọc Hà |  |

| 16 tháng 2 năm 2025 | Hòa Bình | 0–0                  | Long An | Thành phố Hoà Bình, Hoà Bình |  |
| 17:00               |          | [ Chi tiết] FPT Play |         | Sân vận động: Hoà Bình       |  |

| 16 tháng 2 năm 2025 | Trẻ Thành phố Hồ Chí Minh              | 2–0                             | Huế | Quận 10, Thành phố Hồ Chí Minh                                           |  |
| 19:15               | - Phan Duy Hào 49' - Bùi Quang Huy 89' | Chi tiết FPT Play, HTV Thể Thao |     | Sân vận động: Thống Nhất Lượng khán giả: 800 Trọng tài: Nguyễn Hồng Quốc |  |

#### Vòng 10
| 22 Tháng 2 năm 2025 | PVF–CAND           | 1–0                      | Đồng Tháp | Văn Giang, Hưng Yên                                                                     |  |
| 15:00               | - Trần Đức Nam 25' | Chi tiết FPT Play, TV360 |           | Sân vận động: TTĐT trẻ PVF – Bộ Công An Lượng khán giả: 700 Trọng tài: Nguyễn Nhật Minh |  |

| 22 tháng 2 năm 2025 | Hòa Bình                  | 1–1                      | Trẻ Thành phố Hồ Chí Minh | Thành phố Hòa Bình, Hòa Bình                                            |  |
| 17:00               | - Trần Gia Huy 7' (ph.đ.) | Chi tiết FPT Play, TV360 | - Trương Văn Tuyển 16'    | Sân vận động: Hòa Bình Lượng khán giả: 1.500 Trọng tài: Trần Quốc Thịnh |  |

| 22 tháng 2 năm 2025 | Phù Đổng Ninh Bình            | 1–0                      | Đồng Nai | Thành phố Ninh Bình, Ninh Bình                                       |  |
| 18:00               | - Đinh Thanh Bình 44' (ph.đ.) | Chi tiết FPT Play, TV360 |          | Sân vận động: Ninh Bình Lượng khán giả: 8.000 Trọng tài: Lê Đức Cảnh |  |

| 23 tháng 2 năm 2025 | Long An            | 1–2                      | Huế                                          | Tân An, Long An                                                        |  |
| 16:00               | - Vũ Minh Hiếu 18' | Chi tiết FPT Play, TV360 | - Nguyễn Đăng Khoa 33' - Vũ Bá Hải Dương 81' | Sân vận động: Long An Lượng khán giả: 700 Trọng tài: Nguyễn Ngọc Tưởng |  |

| 23 tháng 2 năm 2025 | Bà Rịa – Vũng Tàu          | 1–1                      | Khatoco Khánh Hòa    | Bà Rịa, Bà Rịa Vũng Tàu                       |  |
| 16:00               | - Bùi Văn Bình 64' (ph.đ.) | Chi tiết FPT Play, TV360 | - Huỳnh Nhật Tân 38' | Sân vận động: Bà Rịa Trọng tài: Trần Văn Điền |  |

#### Vòng 11
Không thi đấu: Đồng Tháp
| 28 tháng 2 năm 2025 | Trẻ Thành phố Hồ Chí Minh | 0–3                             | Phù Đổng Ninh Bình                         | Quận 10, Thành phố Hồ Chí Minh |  |
| 18:00               |                           | Chi tiết FPT Play, HTV Thể Thao | - Phạm Gia Hưng 3, 73' - Phan Văn Hiếu 53' | Sân vận động: Thống Nhất       |  |

| 1 tháng 3 năm 2025 | Huế                         | 2–3                      | Bà Rịa – Vũng Tàu                                       | Huế, Thừa Thiên Huế                                                    |  |
| 15:00              | - Nguyễn Hữu Tuấn 45+1, 65' | Chi tiết FPT Play, TV360 | - Nguyễn Hà Anh Tuấn 40, 90+1' - Phan Văn Thành Đạt 90' | Sân vận động: Tự Do Lượng khán giả: 2.000 Trọng tài: Nguyễn Ngọc Thắng |  |

| 1 tháng 3 năm 2025 | Đồng Nai | 0–0                      | Hòa Bình | Biên Hòa, Đồng Nai                                                |  |
| 16:00              |          | Chi tiết FPT Play, TV360 |          | Sân vận động: Đồng Nai Lượng khán giả: 400 Trọng tài: Đỗ Thanh Đệ |  |

| 1 tháng 3 năm 2025 | Trường Tươi Bình Phước                 | 2–2                     | PVF–CAND                               | Đồng Xoài, Bình Phước                                                   |  |
| 18:00              | - Hồ Tuấn Tài 68' - Nguyễn Khắc Vũ 72' | Chi tiết FPT Play, HTV1 | - Tẩy Văn Toàn 49' - Hồ Thanh Minh 59' | Sân vận động: Bình Phước Lượng khán giả: 5.000 Trọng tài: Mai Xuân Hùng |  |

| 2 tháng 3 năm 2025 | Khatoco Khánh Hòa | 0–1                      | Long An           | Nha Trang, Khánh Hòa                                                     |  |
| 17:00              |                   | Chi tiết FPT Play, TV360 | - Lê Huy Kiệt 67' | Sân vận động: 19 tháng 8 Lượng khán giả: 2.000 Trọng tài: Đặng Quốc Dũng |  |

#### Vòng 12
Không thi đấu: Khatoco Khánh Hòa
| 8 tháng 3 năm 2025 | PVF–CAND | 0–2                      | Trẻ Thành phố Hồ Chí Minh                  | Văn Giang, Hưng Yên                                                                    |  |
| 15:00              |          | Chi tiết FPT Play, TV360 | - Nguyễn Duy Tâm 65' - Lê Quang Hiển 90+4' | Sân vận động: TTĐT trẻ PVF – Bộ Công An Lượng khán giả: 2.000 Trọng tài: Lê Thanh Tùng |  |

| 8 tháng 3 năm 2025 | Long An | 0–0                      | Đồng Nai | Tân An, Long An                                                    |  |
| 16:00              |         | Chi tiết FPT Play, TV360 |          | Sân vận động: Long An Lượng khán giả: 500 Trọng tài: Trần Văn Khỏe |  |

| 8 tháng 3 năm 2025 | Bà Rịa – Vũng Tàu | 0–3                             | Trường Tươi Bình Phước                                              | Bà Rịa, Bà Rịa Vũng Tàu                                              |  |
| 16:00              |                   | Chi tiết FPT Play, HTV Thể Thao | - Lưu Tự Nhân 44' (ph.đ.) - Lê Thanh Bình 73' - Nguyễn Quốc Lộc 85' | Sân vận động: Bà Rịa Lượng khán giả: 1.200 Trọng tài: Trần Văn Trọng |  |

| 9 tháng 3 năm 2025 | Huế | 0–2                             | Phù Đổng Ninh Bình                         | Huế, Thừa Thiên Huế                                                  |  |
| 15:00              |     | Chi tiết FPT Play, HTV Thể Thao | - Phan Văn Hiếu 58' - Nguyễn Quốc Việt 88' | Sân vận động: Tự Do Lượng khán giả: 8.000 Trọng tài: Khổng Tam Cường |  |

| 9 tháng 3 năm 2025 | Hòa Bình | 0–0                      | Đồng Tháp | Thành phố Hòa Bình, Hòa Bình                                        |  |
| 17:00              |          | Chi tiết FPT Play, TV360 |           | Sân vận động: Hòa Bình Lượng khán giả: 2.000 Trọng tài: Hà Văn Thức |  |

#### Vòng 13
Không thi đấu: Hòa Bình
| 6 tháng 4 năm 2025 | PVF–CAND                                                            | 3–0                        | Huế | Văn Giang, Hưng Yên                                                                     |  |
| 15:30              | - Nguyễn Anh Tuấn 59' - Nguyễn Xuân Bắc 75' - Nguyễn Thanh Nhàn 75' | Chi tiết FPT Play, HTV Key |     | Sân vận động: TTĐT trẻ PVF – Bộ Công An Lượng khán giả: 400 Trọng tài: Nguyễn Nhật Minh |  |

| 6 tháng 4 năm 2025 | Đồng Nai | 0–1               | Khatoco Khánh Hòa  | Biên Hòa, Đồng Nai                                                  |  |
| 16:00              |          | Chi tiết FPT Play | - Lê Văn Cường 49' | Sân vận động: Đồng Nai Lượng khán giả: 500 Trọng tài: Nguyễn Anh Vũ |  |

| 6 tháng 4 năm 2025 | Đồng Tháp                                         | 2–0               | Long An | Cao Lãnh, Đồng Tháp                                                 |  |
| 16:00              | - Nguyễn Tuấn Em 3' - Nguyễn Hữu Khôi 57' (ph.đ.) | Chi tiết FPT Play |         | Sân vận động: Cao Lãnh Lượng khán giả: 1.000 Trọng tài: Đỗ Thanh Đệ |  |

| 6 tháng 4 năm 2025 | Trường Tươi Bình Phước                  | 2–0                     | Trẻ Thành phố Hồ Chí Minh | Đồng Xoài, Bình Phước                                                  |  |
| 18:00              | - Hồ Tuấn Tài 38' - Nguyễn Quốc Lộc 76' | Chi tiết FPT Play, HTV1 |                           | Sân vận động: Bình Phước Lượng khán giả: 4.000 Trọng tài: Ngô Đắc Tiến |  |

| 6 tháng 4 năm 2025 | Phù Đổng Ninh Bình                                                                 | 5–0                      | Bà Rịa – Vũng Tàu | Thành phố Ninh Bình, Ninh Bình                                         |  |
| 18:00              | - Nguyễn Quốc Việt 20, 63' - Lê Hải Đức 40' - Phạm Gia Hưng 59' - Lê Minh Bình 84' | Chi tiết FPT Play, TV360 |                   | Sân vận động: Ninh Bình Lượng khán giả: 5.000 Trọng tài: Lê Thanh Tùng |  |

#### Vòng 14
Không thi đấu: Bà Rịa – Vũng Tàu
| 12 tháng 4 năm 2025 | Huế | 0–1                      | Đồng Nai                | Huế, Thừa Thiên Huế                                                    |  |
| 15:30               |     | Chi tiết FPT Play, TV360 | - Nguyễn Khắc Khiêm 28' | Sân vận động: Tự Do Lượng khán giả: 3.000 Trọng tài: Nguyễn Ngọc Tưởng |  |

| 12 tháng 4 năm 2025 | Long An | 0–2                             | Phù Đổng Ninh Bình                              | Tân An, Long An                                                      |  |
| 16:00               |         | Chi tiết FPT Play, HTV Thể Thao | - Đỗ Thanh Thịnh 30' - Lương Thanh Ngọc Lâm 89' | Sân vận động: Long An Lượng khán giả: 4.000 Trọng tài: Trần Văn Khỏe |  |

| 12 tháng 4 năm 2025 | Khatoco Khánh Hòa | 0–2                         | Trường Tươi Bình Phước | Nha Trang, Khánh Hòa     |  |
| 17:00               |                   | [ Chi tiết] FPT Play, TV360 | - Lưu Tự Nhân 68, 79'  | Sân vận động: 19 tháng 8 |  |

| 13 tháng 4 năm 2025 | Trẻ Thành phố Hồ Chí Minh                       | 2–2                     | Đồng Tháp                             | Quận 10, Thành phố Hồ Chí Minh                                            |  |
| 18:00               | - Nguyễn Duy Tâm 33' - Nguyễn Trung Thành 90+5' | Chi tiết FPT Play, HTV1 | - Nguyễn Tuấn Em 15' - Trần Thành 75' | Sân vận động: Thống Nhất Lượng khán giả: 1.000 Trọng tài: Khổng Tam Cường |  |

| 13 tháng 4 năm 2025 | Hòa Bình                                  | 2–4                      | PVF–CAND                                                             | Thành phố Hòa Bình, Hòa Bình                                        |  |
| 18:00               | - Lê Văn Quý 45+2' - Nguyễn Trung Đạo 46' | Chi tiết FPT Play, TV360 | - Hồ Thanh Minh 2, 24' - Phùng Viết Trường 63' - Nguyễn Xuân Bắc 75' | Sân vận động: Hòa Bình Lượng khán giả: 1.000 Trọng tài: Lê Đức Cảnh |  |

#### Vòng 15
Không thi đấu: Trẻ Thành phố Hồ Chí Minh
| 19 tháng 4 năm 2025 | Đồng Nai                                                                                   | 4–0                             | Bà Rịa – Vũng Tàu | Biên Hòa, Đồng Nai                                                  |  |
| 16:00               | - Hà Trung Hậu 8' - Cao Quốc Khánh 58' - Nguyễn Khắc Khiêm 65' - Phạm Văn Soạn 80' (ph.đ.) | Chi tiết FPT Play, HTV Thể Thao |                   | Sân vận động: Đồng Nai Lượng khán giả: 1.000 Trọng tài: Đỗ Thanh Đệ |  |

| 19 tháng 4 năm 2025 | Phù Đổng Ninh Bình     | 2–0                      | Khatoco Khánh Hòa | Thành phố Ninh Bình, Ninh Bình                                            |  |
| 18:00               | - Phạm Gia Hưng 45,84' | Chi tiết FPT Play, TV360 |                   | Sân vận động: Ninh Bình Lượng khán giả: 7.000 Trọng tài: Nguyễn Nhật Minh |  |

| 20 tháng 4 năm 2025 | PVF–CAND                                                     | 3–0                      | Long An | Văn Giang, Hưng Yên                                                                       |  |
| 15:30               | - Thái Bá Đạt 5' - Hồ Thanh Minh 26' - Nguyễn Thanh Nhàn 90' | Chi tiết FPT Play, TV360 |         | Sân vận động: TTĐT trẻ PVF – Bộ Công An Lượng khán giả: 2.000 Trọng tài: Nguyễn Đức Thiện |  |

| 20 tháng 4 năm 2025 | Đồng Tháp                    | 3–0                      | Huế | Cao Lãnh, Đồng Tháp                                                   |  |
| 16:00               | - Nguyễn Hữu Khôi 9, 51, 89' | Chi tiết FPT Play, TV360 |     | Sân vận động: Cao Lãnh Lượng khán giả: 1.200 Trọng tài: Phan Văn Tuấn |  |

| 20 tháng 4 năm 2025 | Trường Tươi Bình Phước         | 2–1                             | Hòa Bình                     | Đồng Xoài, Bình Phước                                                    |  |
| 18:00               | - Nguyễn Công Phượng 28, 90+3' | Chi tiết FPT Play, HTV Thể Thao | - Nguyễn Văn Tùng 8' (ph.đ.) | Sân vận động: Bình Phước Lượng khán giả: 7.000 Trọng tài: Võ Hoài Thương |  |

#### Vòng 16
Không thi đấu: PVF–CAND
| 26 tháng 4 năm 2025 | Khatoco Khánh Hòa | 0–2                      | Huế                                      | Nha Trang, Khánh Hòa                                                       |  |
| 17:00               |                   | Chi tiết FPT Play, TV360 | - Lê Xuân Đăng 13' - Nguyễn Hữu Tuấn 75' | Sân vận động: 19 tháng 8 Lượng khán giả: 2.000 Trọng tài: Nguyễn Đức Thiện |  |

| 26 tháng 4 năm 2025 | Trường Tươi Bình Phước                            | 2–0                      | Đồng Tháp | Đồng Xoài, Bình Phước                                                  |  |
| 18:00               | - Nguyễn Công Phượng 73' - Nguyễn Thành Đạt 90+2' | Chi tiết FPT Play, TV360 |           | Sân vận động: Bình Phước Lượng khán giả: 4.000 Trọng tài: Ngô Đắc Tiến |  |

| 27 tháng 4 năm 2025 | Bà Rịa – Vũng Tàu | 0–0                      | Long An | Bà Rịa, Bà Rịa Vũng Tàu                                             |  |
| 16:00               |                   | Chi tiết FPT Play, TV360 |         | Sân vận động: Bà Rịa Lượng khán giả: 1.000 Trọng tài: Trần Văn Khỏe |  |

| 27 tháng 4 năm 2025 | Trẻ Thành phố Hồ Chí Minh | 0–0                             | Huế | Quận 10, Thành phố Hồ Chí Minh                                      |  |
| 18:00               |                           | Chi tiết FPT Play, HTV Thể Thao |     | Sân vận động: Thống Nhất Lượng khán giả: 0 Trọng tài: Trần Văn Điền |  |

| 27 tháng 4 năm 2025 | Hòa Bình           | 1–1                     | Phù Đổng Ninh Bình  | Thành phố Hòa Bình, Hòa Bình                                          |  |
| 17:00               | - Lê Thanh Quý 24' | Chi tiết FPT Play, HTV1 | - Phạm Gia Hưng 50' | Sân vận động: Hòa Bình Lượng khán giả: 3.000 Trọng tài: Lê Thanh Tùng |  |

#### Vòng 17
Không thi đấu: Phù Đổng Ninh Bình
| 3 tháng 5 năm 2025 | Huế | 0–1                      | Hòa Bình              | Huế, Thừa Thiên Huế                                                 |  |
| 15:30              |     | Chi tiết FPT Play, TV360 | - Nguyễn Văn Thủy 81' | Sân vận động: Tự Do Lượng khán giả: 1.900 Trọng tài: Trương Hồng Vũ |  |

| 3 tháng 5 năm 2025 | Bà Rịa – Vũng Tàu | 0–1                      | PVF–CAND          | Bà Rịa, Bà Rịa Vũng Tàu                                                 |  |
| 16:00              |                   | Chi tiết FPT Play, TV360 | - Thái Bá Đạt 19' | Sân vận động: Bà Rịa Lượng khán giả: 1.500 Trọng tài: Nguyễn Ngọc Tưởng |  |

| 3 tháng 5 năm 2025 | Đồng Tháp            | 1–2                      | Khatoco Khánh Hòa              | Cao Lãnh, Đồng Tháp                                                 |  |
| 16:00              | - Nguyễn Hữu Khôi 5' | Chi tiết FPT Play, TV360 | - Hổ 38' - Nguyễn Văn Tiếp 45' | Sân vận động: Cao Lãnh Lượng khán giả: 1.500 Trọng tài: Đỗ Thanh Đệ |  |

| 4 tháng 5 năm 2025 | Long An | 0–0                             | Trẻ Thành phố Hồ Chí Minh | Tân An, Long An                                                       |  |
| 16:00              |         | Chi tiết FPT Play, HTV Thể Thao |                           | Sân vận động: Long An Lượng khán giả: 1.000 Trọng tài: Đặng Quốc Dũng |  |

| 4 tháng 5 năm 2025 | Đồng Nai             | 1–1                        | Trường Tươi Bình Phước | Biên Hòa, Đồng Nai                                                     |  |
| 16:00              | - Cao Quốc Khánh 60' | Chi tiết FPT Play, HTV Key | - Trần Mạnh Hùng 12'   | Sân vận động: Đồng Nai Lượng khán giả: 5.000 Trọng tài: Trần Mạnh Hùng |  |

#### Vòng 18
Không thi đấu: Long An
| 10 tháng 5 năm 2025 | Đồng Nai                 | 1–0                        | Đồng Tháp                                                          | Biên Hòa, Đồng Nai                                                    |  |
| 16:00               | - Cao Quốc Khánh 51' 81' | Chi tiết FPT Play, TV360+6 | - Nguyễn Văn Thái 25' - Nguyễn Đình Huyên 36' - Bùi Ngọc Thịnh 43' | Sân vận động: Đồng Nai Lượng khán giả: 1.500 Trọng tài: Phan Văn Tuấn |  |

| 10 tháng 5 năm 2025 | Khatoco Khánh Hòa                           | 1–1                        | Hòa Bình               | Nha Trang, Khánh Hòa                                                      |  |
| 17:00               | - Trần Văn Thái 35' - Trần Hoàng Phương 81' | Chi tiết FPT Play, TV360+5 | - Nguyễn Trung Đạo 29' | Sân vận động: 19 tháng 8 Lượng khán giả: 2.000 Trọng tài: Nguyễn Mạnh Hải |  |

| 11 tháng 5 năm 2025 | Trường Tươi Bình Phước                                                          | 2–1                        | Huế                                                              | Đồng Xoài, Bình Phước                                                   |  |
| 18:00               | - Trần Mạnh Hùng 41' - Lưu Tự Nhân 45+1' - Nguyễn Quốc Lộc 78' - Vũ Đức Huy 85' | Chi tiết FPT Play, TV360+6 | - Vi Đình Thượng 23' - Ngô Hoàng Quân 48' - Hoàng Quang Dũng 81' | Sân vận động: Bình Phước Lượng khán giả: 8.000 Trọng tài: Trần Văn Khỏe |  |

| 11 tháng 5 năm 2025 | Phù Đổng Ninh Bình | 1–0                     | PVF–CAND                                  | Thành phố Ninh Bình, Ninh Bình                                           |  |
| 18:00               | - Đinh Thanh Bình 15' (ph.đ.) 18' - Nguyễn Trọng Long 38' - Nguyễn Văn Việt 44' - Phạm Gia Hưng 47' - Trịnh Quang Trường 71' - Nguyễn Hữu Tuấn 81' | Chi tiết FPT Play, HTV1 | - Nguyễn Như Đức Anh 7' - Thái Bá Đạt 43' | Sân vận động: Ninh Bình Lượng khán giả: 5.000 Trọng tài: Trần Quốc Thịnh |  |

| 11 tháng 5 năm 2025 | Trẻ Thành phố Hồ Chí Minh                                                                   | 1–0                        | Bà Rịa – Vũng Tàu        | Quận 10, Thành phố Hồ Chí Minh                                            |  |
| 18:00               | - Nguyễn Trọng Bảo 27' - Nguyễn Xuân Bình 33' - Quách Công Đình 80' - Dương Văn Cường 90+3' | Chi tiết FPT Play, HTV Key | - Nguyễn Hoàng Chiến 25' | Sân vận động: Thống Nhất Lượng khán giả: 500 Trọng tài: Nguyễn Ngọc Thắng |  |

#### Vòng 19
Không thi đấu: Đồng Tháp
| 17 tháng 5 năm 2025 | Hòa Bình                                                             | 2–2                      | Đồng Nai                                                 | Thành phố Hòa Bình, Hòa Bình                                          |  |
| 18:00               | - Hoàng Anh Tuấn 24', 24' - Nguyễn Văn Thủy 36' - Đinh Công Hiếu 88' | Chi tiết FPT Play, TV360 | - Bùi Duy Nam 57' - Trần Đình Bảo 77' - Bùi Xuân Lộc 90' | Sân vận động: Hòa Bình Lượng khán giả: 3.000 Trọng tài: Lê Thanh Tùng |  |

| 17 tháng 5 năm 2025 | PVF–CAND             | 0–0               | Trường Tươi Bình Phước                                                                | Văn Giang, Hưng Yên                                                                       |  |
| 18:00               | - Nguyễn Đức Phú 59' | Chi tiết FPT Play | - Trần Anh Thi 41' - Nguyễn Khắc Vũ 54', 71' - Bùi Tấn Trường 76' - Lưu Tự Nhân 90+4' | Sân vận động: TTĐT trẻ PVF – Bộ Công An Lượng khán giả: 2.000 Trọng tài: Nguyễn Đức Thiện |  |

| 17 tháng 5 năm 2025 | Phù Đổng Ninh Bình                                                | 3–0                     | Trẻ Thành phố Hồ Chí Minh | Thành phố Ninh Bình, Ninh Bình                                       |  |
| 18:00               | - Phạm Văn Thành 10' - Đinh Thanh Bình 13' - Nguyễn Quốc Việt 77' | Chi tiết FPT Play, HTV1 |                           | Sân vận động: Ninh Bình Lượng khán giả: 8.500 Trọng tài: Lê Đức Cảnh |  |

| 18 tháng 5 năm 2025 | Bà Rịa – Vũng Tàu     | 1–1                      | Huế                    | Bà Rịa, Bà Rịa Vũng Tàu                                         |  |
| 16:00               | - Tô Phương Thịnh 33' | Chi tiết FPT Play, TV360 | - Hoàng Quang Dũng 35' | Sân vận động: Bà Rịa Lượng khán giả: 800 Trọng tài: Đỗ Thanh Đệ |  |

| 18 tháng 5 năm 2025 | Long An                                              | 1–1                      | Khatoco Khánh Hòa         | Tân An, Long An                                                       |  |
| 16:00               | - Vũ Minh Hiếu 16' - Hổ 37' - Lê Nguyễn Thanh Vị 37' | Chi tiết FPT Play, TV360 | - Nguyễn Đoàn Duy Anh 18' | Sân vận động: Long An Lượng khán giả: 1.000 Trọng tài: Trần Mạnh Hùng |  |

#### Vòng 20
Không thi đấu: Trường Tươi Bình Phước
| 26 tháng 5 năm 2025 | Huế                                                                              | 0–0                      | Long An                                    | Huế, Thừa Thiên Huế                                            |  |
| 15:30               | - Dương Anh Vũ 42' - Nguyễn Hữu Tuấn 43' - Lê Viết Hiếu 54' - Ngô Hoàng Quân 63' | Chi tiết FPT Play, TV360 | - Lê Huy Kiệt 10' - Huỳnh Trần Bảo Duy 63' | Sân vận động: Tự Do Lượng khán giả: 5000 Trọng tài: Đỗ Anh Đức |  |

| 26 tháng 5 năm 2025 | Đồng Nai                                   | 0–1                             | Phù Đổng Ninh Bình                            | Biên Hòa, Đồng Nai                                                        |  |
| 16:00               | - Đào Tấn Lộc 5' - Nguyễn Khắc Khiêm 90+4' | Chi tiết FPT Play, HTV Thể Thao | - Nguyễn Đức Cường 34' - Phạm Văn Thành 90+5' | Sân vận động: Đồng Nai Lượng khán giả: 1.500 Trọng tài: Nguyễn Ngọc Tưởng |  |

| 26 tháng 5 năm 2025 | Đồng Tháp                                | 0–1                      | PVF–CAND                                                            | Cao Lãnh, Đồng Tháp                                                   |  |
| 16:00               | - Trần Hữu Thắng 42' - Phan Thế Hùng 62' | Chi tiết FPT Play, TV360 | - Nguyễn Xuân Bắc 11' - Nguyễn Thanh Nhàn 19' - Nguyễn Huy Hùng 45' | Sân vận động: Cao Lãnh Lượng khán giả: 1.000 Trọng tài: Nguyễn Anh Vũ |  |

| 26 tháng 5 năm 2025 | Khatoco Khánh Hòa                                                            | 2–1                      | Bà Rịa – Vũng Tàu             | Nha Trang, Khánh Hòa                                                    |  |
| 17:00               | - Trịnh Văn Quang 30' - Trần Hoàng Phương 71' - Nguyễn Đoàn Duy Anh 83', 84' | Chi tiết FPT Play, TV360 | - Nguyễn Hà Anh Tuấn 11', 53' | Sân vận động: 19 tháng 8 Lượng khán giả: 500 Trọng tài: Khổng Tam Cường |  |

| 27 tháng 5 năm 2025 | Trẻ Thành phố Hồ Chí Minh                                                                  | 1–1                     | Hòa Bình            | Quận 10, Thành phố Hồ Chí Minh                                           |  |
| 18:00               | - Trương Văn Tuyển 14' - Nguyễn Lý Nam Cung 59' - Nguyễn Xuân Bình 74' - Võ Tiến Thắng 77' | Chi tiết FPT Play, HTV1 | - Hoàng Anh Tuấn 4' | Sân vận động: Thống Nhất Lượng khán giả: 1000 Trọng tài: Nguyễn Mạnh Hải |  |

#### Vòng 21
Không thi đấu: Đồng Nai
| 14 tháng 6 năm 2025 | Long An                                  | 2–1                        | Hòa Bình                                                                      | Tân An, Long An                                                       |  |
| 16:00               | - Nguyễn Văn Văn 1' - Vũ Minh Hiếu 90+3' | Chi tiết FPT Play, TV360+6 | - Nguyễn Cảnh Anh 48' (l.n.), 90+5' - Vũ Thành Vinh 84' - Nguyễn Văn Thủy 86' | Sân vận động: Long An Lượng khán giả: 1.500 Trọng tài: Trần Văn Trọng |  |

| 14 tháng 6 năm 2025 | Phù Đổng Ninh Bình                           | 3–0                        | Trường Tươi Bình Phước                                             | Thành phố Ninh Bình, Ninh Bình                                          |  |
| 16:00               | - Đỗ Thanh Thịnh 39' - Lê Minh Bình 65', 90' | Chi tiết FPT Play, TV360+4 | - Trần Mạnh Hùng 45+2' - Dương Văn Trung 67' - Nguyễn Quốc Lộc 73' | Sân vận động: Ninh Bình Lượng khán giả: 12.000 Trọng tài: Mai Xuân Hùng |  |

| 14 tháng 6 năm 2025 | Khatoco Khánh Hòa | 0–1                        | PVF–CAND                                   | Nha Trang, Khánh Hòa                                                        |  |
| 16:00               |                   | Chi tiết FPT Play, TV360+5 | - Nguyễn Hiểu Minh 24' - Hồ Thanh Minh 86' | Sân vận động: 19 tháng 8 Lượng khán giả: 1.500 Trọng tài: Nguyễn Ngọc Thắng |  |

| 14 tháng 6 năm 2025 | Bà Rịa – Vũng Tàu          | 0–2               | Đồng Tháp                                                                             | Bà Rịa, Bà Rịa Vũng Tàu                                              |  |
| 16:00               | - Nguyễn Hoàng Chiến 90+2' | Chi tiết FPT Play | - Võ Nhật Tân 43' - Nguyễn Hoàng Duy 52' - Nguyễn Đình Huyên 54' - Trần Nhật Đông 61' | Sân vận động: Bà Rịa Lượng khán giả: 1.000 Trọng tài: Võ Hoài Thương |  |

| 14 tháng 6 năm 2025 | Huế                   | 1–0                   | Trẻ Thành phố Hồ Chí Minh | Huế, Thừa Thiên Huế |  |
| 16:00               | - Nguyễn Hữu Tuấn 20' | [ Chi tiết] FPT Play, |                           | Sân vận động: Tự Do |  |

#### Vòng 22
Không thi đấu: Huế
| 21 tháng 6 năm 2025 | Trường Tươi Bình Phước                                                    | 3–0                     | Long An               | Đồng Xoài, Bình Phước                                                   |  |
| 16:00               | - Trần Phi Sơn 28' - Lưu Tự Nhân 56,77' (ph.đ.), 77' - Huỳnh Tấn Sinh 85' | Chi tiết FPT Play, HTV3 | - Nguyễn Cảnh Anh 80' | Sân vận động: Bình Phước Lượng khán giả: 6.000 Trọng tài: Trần Văn Điền |  |

| 21 tháng 6 năm 2025 | Đồng Tháp                                 | 1–2                        | Phù Đổng Ninh Bình                                                                 | Cao Lãnh, Đồng Tháp                                                    |  |
| 16:00               | - Nguyễn Tuấn Em 69' - Ngô Kim Long 90+3' | Chi tiết FPT Play, TV360+4 | - Nguyễn Đức Việt 12' - Lê Minh Bình 28' - Mạch Ngọc Hà 30', 68', - Lê Hải Đức 55' | Sân vận động: Cao Lãnh Lượng khán giả: 2.000 Trọng tài: Nguyễn Văn Tạo |  |

| 21 tháng 6 năm 2025 | Trẻ Thành phố Hồ Chí Minh                                                                                          | 3–1               | Khatoco Khánh Hòa                                                    | Quận 10, Thành phố Hồ Chí Minh                                            |  |
| 16:00               | - Lê Quang Hiển 44' - Trương Văn Tuyển 69' - Nguyễn Trọng Bảo 79' - Quách Công Đình 88' - Nguyễn Trung Thành 90+4' | Chi tiết FPT Play | - Trần Văn Thái 36' - Nguyễn Đoàn Duy Anh 52' - Nguyễn Đức Hữu 90+3' | Sân vận động: Thống Nhất Lượng khán giả: 500 Trọng tài: Nguyễn Ngọc Tưởng |  |

| 21 tháng 6 năm 2025 | Hòa Bình                                 | 2–0                        | Bà Rịa – Vũng Tàu   | Thành phố Hòa Bình, Hòa Bình                                        |  |
| 16:00               | - Trần Gia Huy 13' - Nguyễn Văn Tùng 39' | Chi tiết FPT Play, TV360+6 | - Võ Tuấn Phong 35' | Sân vận động: Hòa Bình Lượng khán giả: 1.200 Trọng tài: Lê Đức Cảnh |  |

| 21 tháng 6 năm 2025 | PVF–CAND                                                                     | 3–0                        | Đồng Nai          | Văn Giang, Hưng Yên                                                                    |  |
| 16:00               | - Huỳnh Công Đến 38' - Nguyễn Thanh Nhàn 64' (ph.đ.) - Nguyễn Văn Dũng 90+1' | Chi tiết FPT Play, TV360+5 | - Bùi Duy Nam 14' | Sân vận động: TTĐT trẻ PVF – Bộ Công An Lượng khán giả: 300 Trọng tài: Nguyễn Mạnh Hải |  |

### Tóm tắt kết quả
| Nhà \ Khách               | BRV | DNA | DTH | HBH | HUE | KHA | LAN | THCM | PHD | PVF | TBP |
| ------------------------- | --- | --- | --- | --- | --- | --- | --- | ---- | --- | --- | --- |
| Bà Rịa – Vũng Tàu         |     | 4–1 | 0–2 | 1–0 | 1–1 | 1–1 | 0–0 | 3–1  | 0–2 | 0–1 | 0–3 |
| Đồng Nai                  | 4–0 |     | 1–0 | 0–0 | 1–3 | 0–1 | 0–0 | 0–0  | 0–1 | 0–1 | 1–1 |
| Đồng Tháp                 | 0–1 | 0–0 |     | 1–0 | 3–0 | 1–2 | 2–0 | 0–0  | 1–2 | 0–1 | 0–1 |
| Hòa Bình                  | 2–0 | 2–2 | 0–0 |     | 1–0 | 0–0 | 0–0 | 1–1  | 1–1 | 2–4 | 0–0 |
| Huế                       | 2–3 | 0–1 | 1–1 | 0–1 |     | 2–2 | 0–0 | 1–0  | 0–2 | 0–3 | 0–1 |
| Khatoco Khánh Hòa         | 2–1 | 2–1 | 0–0 | 1–1 | 0–2 |     | 0–1 | 2–0  | 0–1 | 0–1 | 0–2 |
| Long An                   | 1–0 | 0–0 | 1–1 | 2–1 | 1–2 | 1–1 |     | 0–0  | 0–2 | 0–0 | 1–2 |
| Trẻ Thành phố Hồ Chí Minh | 1–0 | 0–0 | 2–2 | 1–1 | 2–0 | 3–1 | 2–1 |      | 0–3 | 0–0 | 0–1 |
| Phù Đổng Ninh Bình        | 5–0 | 1–0 | 1–0 | 2–0 | 2–1 | 2–0 | 2–0 | 3–0  |     | 1–0 | 3–0 |
| PVF–CAND                  | 1–0 | 3–0 | 1–0 | 2–1 | 3–0 | 3–1 | 3–0 | 0–2  | 0–3 |     | 0–0 |
| Trường Tươi Bình Phước    | 3–2 | 1–1 | 2–0 | 2–1 | 2–1 | 2–0 | 3–0 | 2–0  | 0–1 | 2–2 |     |

### Tiến trình mùa giải
| Đội ╲ Vòng                | 1                 | 2 | 3 | 4 | 5 | 6 | 7 | 8 | 9 | 10 | 11 | 12 | 13 | 14 | 15 | 16 | 17 | 18 | 19 | 20 | 21 | 22 |   |
| ------------------------- | ----------------- | - | - | - | - | - | - | - | - | -- | -- | -- | -- | -- | -- | -- | -- | -- | -- | -- | -- | -- | - |
| Đội ╲ Vòng                | Bà Rịa – Vũng Tàu | T | N | B | B | T | B | B | T | B  | H  | T  | B  | T  | N  | B  | H  | B  | B  | H  | B  | B  | B |
| Đồng Nai                  | B                 | B | B | H | H | H | H | B | N | B  | H  | H  | B  | T  | T  | H  | H  | T  | H  | B  | N  | B  |   |
| Đồng Tháp                 | H                 | H | H | T | H | H | B | B | B | B  | N  | H  | T  | H  | T  | B  | B  | B  | N  | B  | T  | B  |   |
| Hòa Bình                  | H                 | B | N | B | H | T | B | B | H | H  | H  | H  | N  | B  | B  | H  | T  | H  | H  | H  | B  | T  |   |
| Huế                       | H                 | T | B | B | B | B | H | N | B | T  | B  | B  | B  | B  | B  | T  | B  | B  | H  | H  | T  | N  |   |
| Long An                   | H                 | B | H | H | N | B | T | B | H | B  | T  | H  | B  | B  | B  | H  | H  | N  | H  | H  | T  | B  |   |
| Khatoco Khánh Hòa         | B                 | B | T | N | H | H | H | T | B | H  | B  | N  | T  | B  | B  | B  | T  | H  | H  | T  | B  | B  |   |
| Trẻ Thành phố Hồ Chí Minh | N                 | H | B | H | B | T | H | B | T | H  | B  | T  | B  | H  | N  | H  | H  | T  | B  | H  | B  | T  |   |
| Phù Đổng Ninh Bình        | T                 | T | T | T | T | N | T | T | T | T  | T  | T  | T  | T  | T  | H  | N  | T  | H  | T  | T  | T  |   |
| PVF–CAND                  | H                 | T | T | H | B | T | N | T | T | T  | H  | B  | T  | T  | T  | N  | T  | B  | H  | T  | T  | T  |   |
| Trường Tươi Bình Phước    | H                 | T | T | T | T | H | T | T | B | N  | H  | T  | T  | T  | T  | T  | H  | T  | H  | N  | B  | T  |   |

### Vị trí các đội qua các vòng đấu
| Đội ╲ Vòng                | 1                 | 2  | 3  | 4  | 5  | 6  | 7  | 8  | 9  | 10 | 11 | 12 | 13 | 14 | 15 | 16 | 17 | 18 | 19 | 20 | 21 | 22 |    |
| ------------------------- | ----------------- | -- | -- | -- | -- | -- | -- | -- | -- | -- | -- | -- | -- | -- | -- | -- | -- | -- | -- | -- | -- | -- | -- |
| Đội ╲ Vòng                | Bà Rịa – Vũng Tàu | 1  | 5  | 5  | 6  | 5  | 5  | 5  | 4  | 4  | 4  | 4  | 4  | 4  | 4  | 5  | 4  | 4  | 7  | 7  | 7  | 9  | 10 |
| Đồng Nai                  | 11                | 11 | 11 | 11 | 11 | 11 | 11 | 11 | 11 | 11 | 11 | 11 | 11 | 10 | 8  | 7  | 8  | 5  | 5  | 6  | 7  | 9  |    |
| Đồng Tháp                 | 3                 | 6  | 6  | 4  | 4  | 4  | 4  | 6  | 7  | 7  | 8  | 8  | 7  | 6  | 4  | 5  | 5  | 8  | 8  | 8  | 6  | 6  |    |
| Hòa Bình                  | 5                 | 8  | 9  | 10 | 9  | 6  | 9  |    | 9  | 10 | 9  | 9  | 9  | 9  | 10 | 11 | 9  | 9  | 9  | 9  | 10 | 7  |    |
| Huế                       | 4                 | 2  | 4  | 5  | 7  | 9  | 10 | 9  | 10 | 8  | 10 | 10 | 10 | 11 | 11 | 10 | 11 | 11 | 11 | 11 | 11 | 11 |    |
| Khatoco Khánh Hòa         | 10                | 10 | 7  | 7  | 6  | 8  | 6  | 5  | 5  | 5  | 5  | 7  | 5  | 7  | 7  | 8  | 7  | 6  | 6  | 4  | 4  | 5  |    |
| Long An                   | 6                 | 9  | 8  | 8  | 8  | 10 | 7  | 7  | 8  | 9  | 6  | 6  | 8  | 8  | 9  | 9  | 10 | 10 | 10 | 10 | 8  | 8  |    |
| Trẻ Thành phố Hồ Chí Minh | 9                 | 7  | 10 | 9  | 9  | 7  | 8  | 8  | 6  | 6  | 7  | 5  | 6  | 5  | 6  | 6  | 6  | 4  | 4  | 5  | 5  | 4  |    |
| Phù Đổng Ninh Bình        | 2                 | 1  | 1  | 1  | 1  | 1  | 1  | 1  | 1  | 1  | 1  | 1  | 1  | 1  | 1  | 1  | 1  | 1  | 1  | 1  | 1  | 1  |    |
| PVF–CAND                  | 7                 | 4  | 2  | 3  | 3  | 3  | 3  | 3  | 3  | 3  | 2  | 3  | 3  | 3  | 3  | 3  | 3  | 3  | 3  | 3  | 3  | 3  |    |
| Trường Tươi Bình Phước    | 8                 | 3  | 3  | 2  | 2  | 2  | 2  | 2  | 2  | 2  | 3  | 2  | 2  | 2  | 2  | 2  | 2  | 2  | 2  | 2  | 2  | 2  |    |

## Bảng xếp hạng
| VT | Đội                       | ST | T  | H  | B  | BT | BB | HS  | Đ  | Thăng hạng, giành quyền tham dự hoặc xuống hạng |
| -- | ------------------------- | -- | -- | -- | -- | -- | -- | --- | -- | ----------------------------------------------- |
| 1  | Phù Đổng Ninh Bình (C, P) | 20 | 19 | 1  | 0  | 40 | 3  | +37 | 58 | Thăng hạng lên V.League 1 2025–26               |
| 2  | Trường Tươi Bình Phước    | 20 | 13 | 5  | 2  | 30 | 13 | +17 | 44 | Tham dự play–off                                |
| 3  | PVF–CAND                  | 20 | 13 | 4  | 3  | 29 | 12 | +17 | 43 |                                                 |
| 4  | Trẻ Thành phố Hồ Chí Minh | 20 | 5  | 8  | 7  | 15 | 21 | −6  | 23 |                                                 |
| 5  | Khatoco Khánh Hòa         | 20 | 5  | 6  | 9  | 16 | 25 | −9  | 21 |                                                 |
| 6  | Đồng Tháp                 | 20 | 4  | 7  | 9  | 14 | 16 | −2  | 19 |                                                 |
| 7  | Hòa Bình                  | 20 | 3  | 10 | 7  | 15 | 20 | −5  | 19 |                                                 |
| 8  | Long An                   | 20 | 3  | 9  | 8  | 9  | 21 | −12 | 18 |                                                 |
| 9  | Đồng Nai                  | 20 | 3  | 9  | 8  | 13 | 20 | −7  | 18 |                                                 |
| 10 | Bà Rịa – Vũng Tàu         | 20 | 5  | 3  | 12 | 17 | 33 | −16 | 18 |                                                 |
| 11 | Huế (R)                   | 20 | 4  | 4  | 12 | 16 | 30 | −14 | 16 | Xuống hạng Hạng Nhì Quốc gia 2026               |

1. ↑  Trận đấu phải lùi lại 1 giờ đồng hồ so với dự kiến vì lý do thời tiết.[4]
2. 1 2  Điểm đối đầu trực tiếp: Hoà Bình 6, Huế 0.

## Play-off
Trận đấu play-off 2024–25 (được gọi là Play-off Bia Sao Vàng 2024–25 vì lý do tài trợ) xác định đội giành quyền thi đấu tại V.League 1 mùa giải 2025–26, diễn ra giữa đội xếp thứ 13 giải vô địch Quốc gia 2024–25 (SHB Đà Nẵng) và đội xếp thứ 2 giải hạng nhất Quốc gia 2024–25 (Trường Tươi Bình Phước). Loạt sút luân lưu được sử dụng để quyết định đội thắng nếu hòa sau 90 phút chính thức (không có hiệp phụ).
| SHB Đà Nẵng                            | 2–0                        | Trường Tươi Bình Phước |
| -------------------------------------- | -------------------------- | ---------------------- |
| - Phạm Đình Duy 68' - Hà Minh Tuấn 81' | Chi tiết FPT Play, TV360+4 |                        |

SHB Đà Nẵng giành quyền thi đấu tại Giải bóng đá Vô địch Quốc gia mùa giải 2025–26.

## Thống kê mùa giải

### Theo câu lạc bộ
| Xếp hạng                     | Câu lạc bộ                  | Số lượng    |
| ---------------------------- | --------------------------- | ----------- |
| CLB thắng nhiều nhất         | Phù Đổng Ninh Bình          | 19          |
| CLB thắng ít nhất            | Hòa Bình, Long An, Đồng Nai | 3           |
| CLB hoà nhiều nhất           | Hòa Bình                    | 10          |
| CLB hoà ít nhất              | Phù Đổng Ninh Bình          | 1           |
| CLB thua nhiều nhất          | Bà Rịa – Vũng Tàu, Huế      | 12          |
| CLB thua ít nhất             | Phù Đổng Ninh Bình          | 0 (Kỷ lục)  |
| Chuỗi thắng dài nhất         | Phù Đổng Ninh Bình          | 14          |
| Chuỗi bất bại dài nhất       | Phù Đổng Ninh Bình          | 20 (Kỷ lục) |
| Chuỗi không thắng dài nhất   | Đồng Nai                    | 13          |
| Chuỗi thua dài nhất          | Huế                         | 5           |
| CLB ghi nhiều bàn thắng nhất | Phù Đổng Ninh Bình          | 40          |
| CLB ghi ít bàn thắng nhất    | Long An                     | 9           |
| CLB lọt lưới nhiều nhất      | Bà Rịa – Vũng Tàu           | 33          |
| CLB lọt lưới ít nhất         | Phù Đổng Ninh Bình          | 3           |
| CLB nhận thẻ vàng nhiều nhất |                             |             |
| CLB nhận thẻ vàng ít nhất    |                             |             |
| CLB nhận thẻ đỏ nhiều nhất   |                             |             |
| CLB nhận thẻ đỏ ít nhất      |                             |             |

### Theo cầu thủ

#### Cầu thủ ghi bàn hàng đầu
Tính đến 21 tháng 6 năm 2025
| Xếp hạng | Cầu thủ            | Câu lạc bộ             | Số bàn thắng |
| -------- | ------------------ | ---------------------- | ------------ |
| 1        | Lưu Tự Nhân        | Trường Tươi Bình Phước | 9            |
| 1        | Nguyễn Công Phượng | Trường Tươi Bình Phước | 7            |
| 2        | Phạm Gia Hưng      | Phù Đổng Ninh Bình     | 6            |
| 2        | Nguyễn Hữu Khôi    | Đồng Tháp              | 6            |
| 5        | Nguyễn Quốc Việt   | Phù Đổng Ninh Bình     | 5            |
| 5        | Trần Hoàng Phương  | Khacoto Khánh Hòa      | 5            |
| 5        | Hồ Thanh Minh      | PVF–CAND               | 5            |
| 5        | Nguyễn Thanh Nhàn  | PVF–CAND               | 5            |
| 9        | Đinh Thanh Bình    | Phù Đổng Ninh Bình     | 4            |
| 9        | Lê Minh Bình       | Phù Đổng Ninh Bình     | 4            |
| 9        | Mạch Ngọc Hà       | Phù Đổng Ninh Bình     | 4            |
| 9        | Nguyễn Hữu Tuấn    | Huế                    | 4            |

#### Bàn phản lưới nhà
Tính đến 14 tháng 11 năm 2024
| Xếp hạng | Cầu thủ        | Câu lạc bộ             | Đối thủ           | Số bàn |
| -------- | -------------- | ---------------------- | ----------------- | ------ |
| 1        | Huỳnh Tấn Sinh | Trường Tươi Bình Phước | Bà Rịa – Vũng Tàu | 1      |

### Hat-tricks
| Cầu thủ         | Câu lạc bộ | Đối thủ | Kết quả | Ngày                |
| --------------- | ---------- | ------- | ------- | ------------------- |
| Nguyễn Hữu Khôi | Đồng Tháp  | Huế     | 3–0 (H) | 20 tháng 4 năm 2025 |

#### Số trận giữ sạch lưới
Tính đến 2 tháng 11 năm 2024
| Xếp hạng          | Thủ môn            | Câu lạc bộ                | Số trận giữ sạch lưới |
| ----------------- | ------------------ | ------------------------- | --------------------- |
| 1                 | Đặng Văn Lâm       | Phù Đổng Ninh Bình        | 5                     |
| 2                 | Bùi Tấn Trường     | Trường Tươi Bình Phước    | 4                     |
| 3                 | Võ Văn Sơn         | Đồng Nai                  | 3                     |
| 3                 | Nguyễn Tiến Tạo    | Hòa Bình                  | 3                     |
| 3                 | Huỳnh Trần Bảo Duy | Long An                   | 3                     |
| 3                 | Phí Minh Long      | PVF–CAND                  | 3                     |
| 3                 | Dương Văn Cường    | Trẻ Thành phố Hồ Chí Minh | 3                     |
| 4                 |                    |                           |                       |
| Đoàn Thanh Nhã    | Đồng Tháp          | 2                         |                       |
| Nguyễn Thanh Tuấn | Đồng Tháp          | 2                         |                       |
| Võ Ngọc Cường     | Khatoco Khánh Hòa  | 2                         |                       |